# Tjalf Hoyer
Tjalf Hoyer (* 1978 in Bremen) ist ein deutscher Liedtexter und Sänger.

## Leben
Nach dem Abitur sowie einem Zivildienst als Rettungssanitäter machte Tjalf Hoyer im Mai 2000 bundesweit auf sich aufmerksam, als er sich gegen 18.000 Mitbewerber durchsetzte und als einer von 13 Kandidaten an der Sat.1 Reality-TV-Produktion Das Inselduell in Malaysia teilnahm. Im selben Jahr zog er nach Berlin und absolvierte an der Europa-Universität Viadrina in Frankfurt (Oder) ein Studium der Kulturwissenschaften, das er mit dem Master abschloss. Hoyer kehrte nach mehrjährigem Aufenthalt in der Hauptstadt 2015 wieder in seine Heimat zurück und lebt inzwischen im Bremer Umland.

## Musik
Tjalf Hoyer ist Sänger der Rockband Afterburner. Seit 2004 schreibt er eigene Texte und Lieder für den Fußball-Bundesligisten Werder Bremen, die er unter dem Namen seiner Band veröffentlicht. Diese Titel sind auf mehreren Singles, EPs, Alben und Kompilationen unter den Labeln von A45music, Sony Music Entertainment und Fuego erschienen, genießen große Popularität in der Bremer Fanszene und sind auch kommerziell erfolgreich.
Hoyer trat mehrfach im vollbesetzten Weserstadion auf und ist regelmäßiger Bühnengast bei Veranstaltungen und Medienproduktionen von Werder Bremen. Auch bestärkt er erfolgreich andere etablierte Musiker und Bands, musikalisch für den SV Werder tätig zu werden, so z. B. Flo Mega, Flowin Immo, Gloria, Rhonda, Versengold oder De fofftig Penns.
Tjalf Hoyer ist zudem Initiator des 2019 erschienenen Doppelalbums Lauter Werder, das die zentrale Kampagne zum 120. Vereinsjubiläum des SV Werder Bremen bildete und an dem sich u. a. auch Heinz Rudolf Kunze, Jan Delay und Johannes Strate beteiligten.

## Soziales Engagement
Werder Bremen hat Tjalf Hoyer 2013 zum Botschafter seiner CSR-Marke Werder Bewegt gemacht, wo er sich gemeinsam mit prominenten Botschaftern wie Wigald Boning, Matthias Brandt, Moritz Rinke, Thomas Schaaf oder Willi Lemke engagiert. Im Rahmen dieses Engagements hat Hoyer seitdem u. a. Benefiz-Spiele organisiert, Spendenläufe getätigt oder ist für ein Hilfsprojekt der German Doctors auf den Kilimandscharo gestiegen.

## Trivia
Tjalf Hoyer ist der Bruder von Malte Hoyer, dem Kopf der Band Versengold.
Hoyer ist aktiver Marathonläufer in der Leichtathletikabteilung von Werder Bremen.